# Zlekceważona lekcja
Zlekceważona lekcja (ros. Урок не впрок, Urok nie wprok) – radziecki krótkometrażowy film animowany z 1971 roku w reżyserii Walentina Karawajewa. Filmowy plakat na podstawie karykatur Borisa Jefimowa.
Film wchodzi w skład serii płyt DVD Animowana propaganda radziecka (cz. 2: Faszystowscy barbarzyńcy).